# Sărmășag
Sărmășag (in ungherese Sarmaság) è un comune della Romania di 6 502 abitanti, ubicato nel distretto di Sălaj, nella regione storica della Transilvania.
Il comune è formato dall'unione di sei villaggi: Ilișua, Lompirt, Moiad, Poiana Măgura, Sărmășag, Țărmure.